# Leo van Oostrom

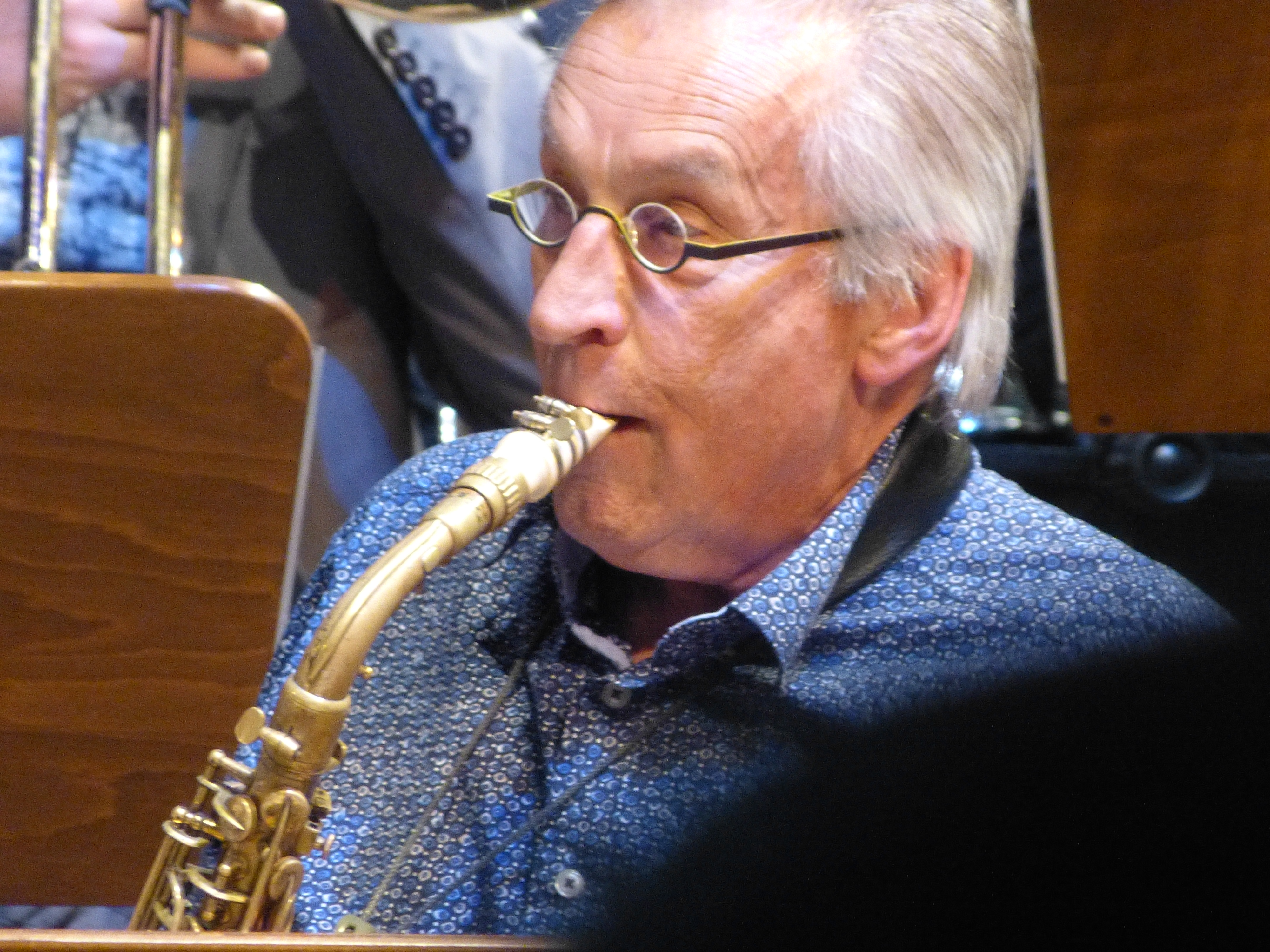
Leo van Oostrom (2017)

Leo(nardus) van Oostrom (* 17. Juli 1942 in Den Haag) ist ein niederländischer Saxophonist und Musikpädagoge.
Van Oostrom studierte am Königlichen Konservatorium Den Haag Klarinette bei Jolle Huckriede und Saxophon bei Adriaan Bosch. Er schloss das Studium als bester Student des Jahres mit der Fock-Medaille ausgezeichnet ab und spielte danach Saxophon in verschiedenen Sinfonieorchestern.
Seit 1969 gehört er als Sopransaxophonist dem Nederlands Saxofoon Kwartet (mit Ed Bogaard, Adri van Velsen und Alex de Leeuw) an, das mehrere Alben aufnahm (u. a. mit Werken von Tristan Keuris, Wim Petersma, Peter-Jan Wagemans, Otto Ketting, Klaas de Vries, Klas Torstensson) und 1980 mit dem Johan-Wagenaar-Preis ausgezeichnet wurde. Von 1992 bis 2003 war er Lead-Saxophonist des The Metropole Orchestra. Mit dem Pianisten Wolfgang Watzinger führte er klassisches Saxophon-Repertoire auf, und mit dem Pianisten Eddy van Dijken (Saxophobia) spielte er Musik von Rudy Wiedoeft und Frank Trumbauer und stellte historische Saxophone aus der Zeit von 1854 bis 1960 vor.
Weitere musikalische Partner waren u. a. das ASKO/Schoenberg Ensemble, die Ebony Band, das  Waterland Ensemble, die David Kweksilber Big Band, das Kwartoet, die Beau Hunks, Andor’s Jazzband, das Trio Amici, und That’s Jazz. Als Solist trat er mit dem Rotterdams Philharmonisch Orkest, dem Concertgebouw-Orchester und anderen auf. Seit 1981 unterrichtet er am Königlichen Konservatorium Den Haag.

## Weblink
- Homepage von Leo van Oostrom